# Diospyros mespiliformis
Espèce
Synonymes
- Diospyros bicolor Klotzsch[1]
- Diospyros corylicarpa Gürke[1]
- Diospyros holtzii Gürke[1]
- Diospyros kilimandscharica Gürke[1]
- Diospyros sabiensis Hiern[1]

Diospyros mespiliformis, le kaki à forme de nèfles, est une espèce de plante à fleurs de la famille des Ebenaceae et du genre Diospyros. C'est un arbre tropical présent dans plusieurs pays d'Afrique. Il est apparenté au véritable ébène (Diospyros ebenum) et au kaki commun (Diospyros kaki).

## Noms vernaculaires
L'espèce est appelée Alom ou Olom en wolof,ganka en mooré ,"Jackalberry" en anglais ("baie de chacal" car les chacals apprécient le fruit). Elle est également connue sous le nom d'ébène africain (terme également utilisé pour Diospyros dendro, l'ébène du Gabon).

## Description

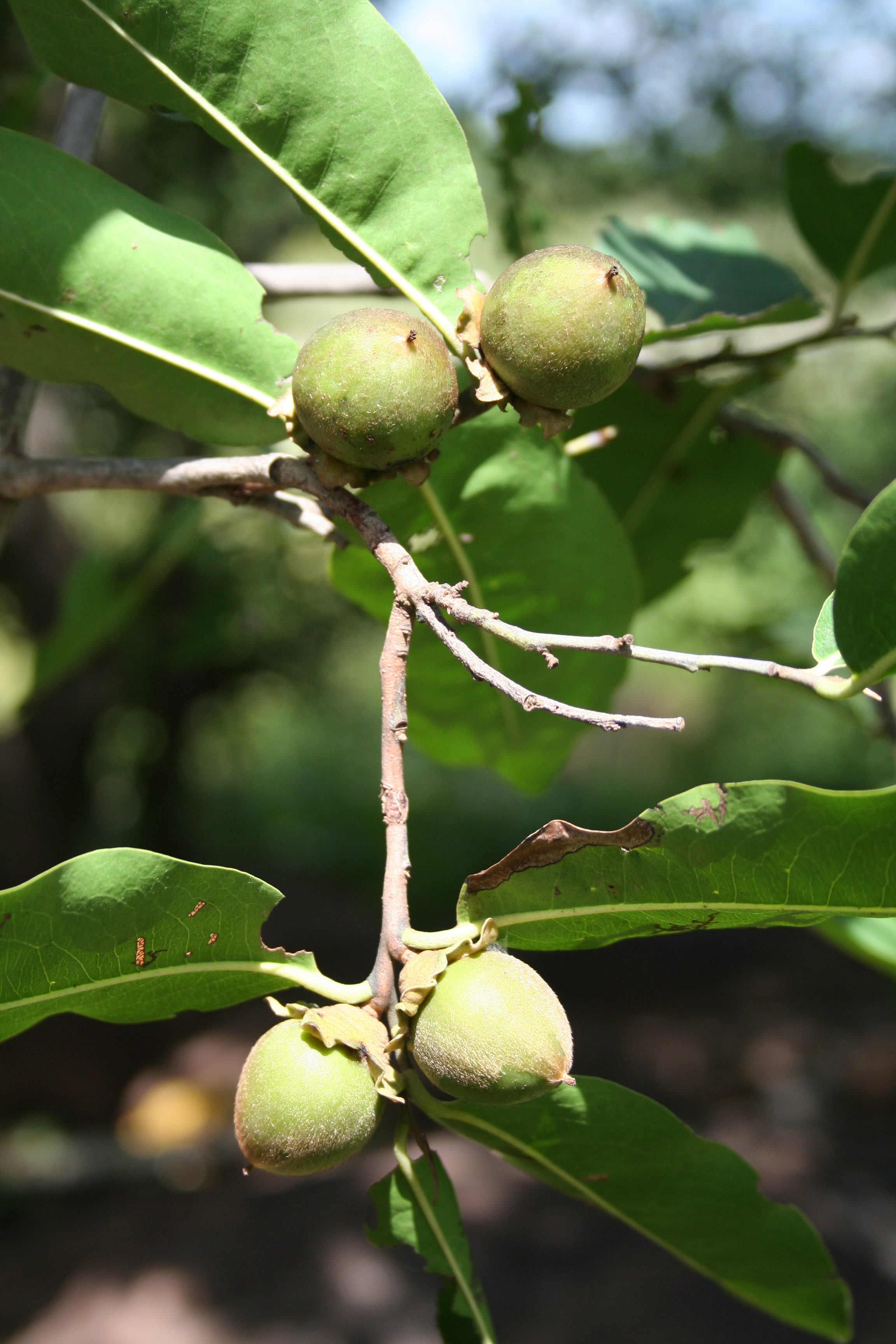
Fruits immatures.

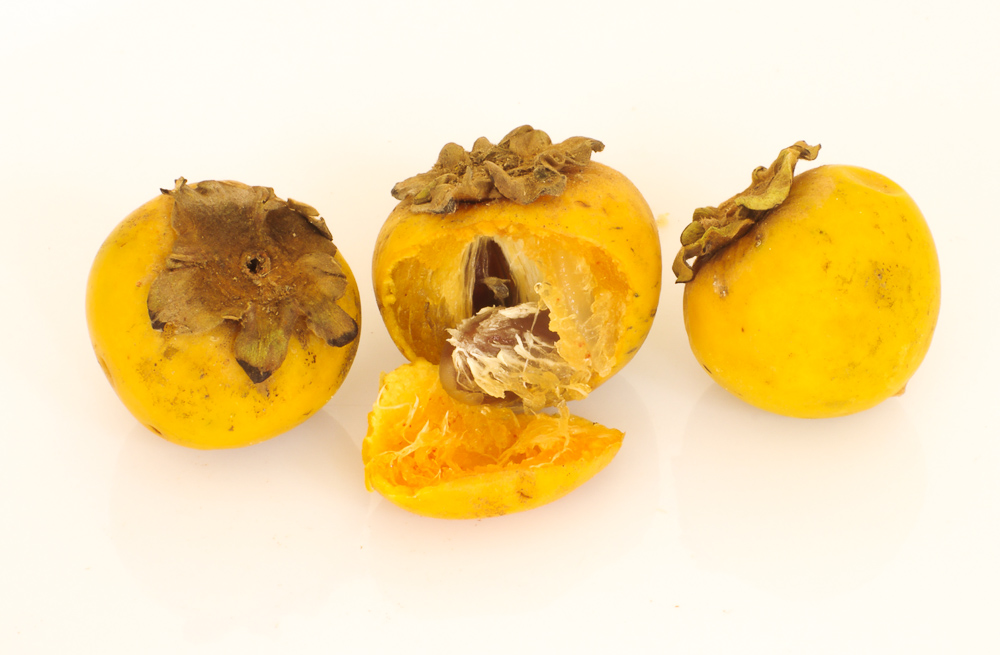
Fruit mûr.

C'est un arbre dioïque à feuilles persistantes que l'on trouve principalement dans les savanes d'Afrique. Un arbre adulte atteint en moyenne 4 à 6 mètres de hauteur, bien que certains arbres atteignent parfois 25 mètres.
Les arbres matures ont une écorce fissurée gris foncé.
Le feuillage est dense et vert foncé avec des feuilles elliptiques qui sont souvent mangées par les animaux au pâturage tels que les éléphants et les buffles.
L'arbre fleurit pendant la saison des pluies; les fleurs sont imparfaites, avec des genres sur des arbres séparés, et sont de couleur crème.
L'arbre femelle porte des fruits pendant la saison sèche et ceux-ci sont mangés par de nombreux animaux sauvages; ils sont de forme ovale, jaunes ou violets à maturité et d'environ 20–30 mm de diamètre. Les fruits restent incrustés dans les lobes persistants du calice. Le fruit contient de trois à six graines brun rougeâtre. L'intérieur des grosses graines peut également être consommé, il a un goût de noisette.
Les sépales et les pistils des fleurs collent aux fruits. Les fruits mûrissent très lentement du jaune au violet, ils peuvent rester sur l'arbre jusqu'à un an. Les baies ont un goût sucré et sont très populaires en Afrique.

## Répartition
L'ébène africain est répandu dans de nombreux pays Africains. La plante préfère les savanes et les régions forestières. L'espèce est le plus grand membre de son genre dans les régions subtropicales du sud et est présent vers le nord jusqu'au Sahara. Il se produit dans des densités élevées des régions subtropicales aux régions tropicales. Il est présent dans les zones de savane en Afrique tropicale et australe dans des forêts sèches semi-sempervirentes, dans des forêts galeries ou dans des formations de grès.
Les Aloms poussent souvent sur des termitières, préférant les sols alluviaux profonds, mais ne sont pas rares sur les sols sableux de la savane. Il pousse en mutualisme avec les termites, qui aèrent le sol autour de ses racines mais ne mangent pas le bois vivant; à son tour, l'arbre protège les termites.

## Utilisations
Typique de la cuisine africaine traditionnelle, ce fruit a le potentiel d'améliorer la nutrition, de renforcer la sécurité alimentaire, de favoriser le développement rural et de soutenir une gestion durable des terres. Sa saveur a été décrite comme citronnée, avec une consistance crayeuse. Ils sont parfois conservés, peuvent être séchés et broyés en farine, et sont souvent utilisés pour le brassage de la bière et du brandy. Au Mali, ils sont utilisés pour colorer certaines poteries de Kalabougou.
Les feuilles, l'écorce et les racines de l'arbre contiennent du tanin , qui peut être utilisé comme hémostatique pour arrêter les saignements. Les racines sont consommées pour purger les parasites et sont considérées comme un remède contre la lèpre.
Le bois d'alom est presque imperméable aux dommages causés par les termites et les champignons. Le bois de cœur à grain fin et solide est souvent utilisé pour fabriquer des planchers et des meubles en bois. Les troncs de l'arbre sont utilisés pour les canots. La couleur du bois varie du brun rougeâtre clair au brun très foncé. Il est également utilisé comme bois de chauffage ou pour la production de charbon de bois.

## Galerie de photos

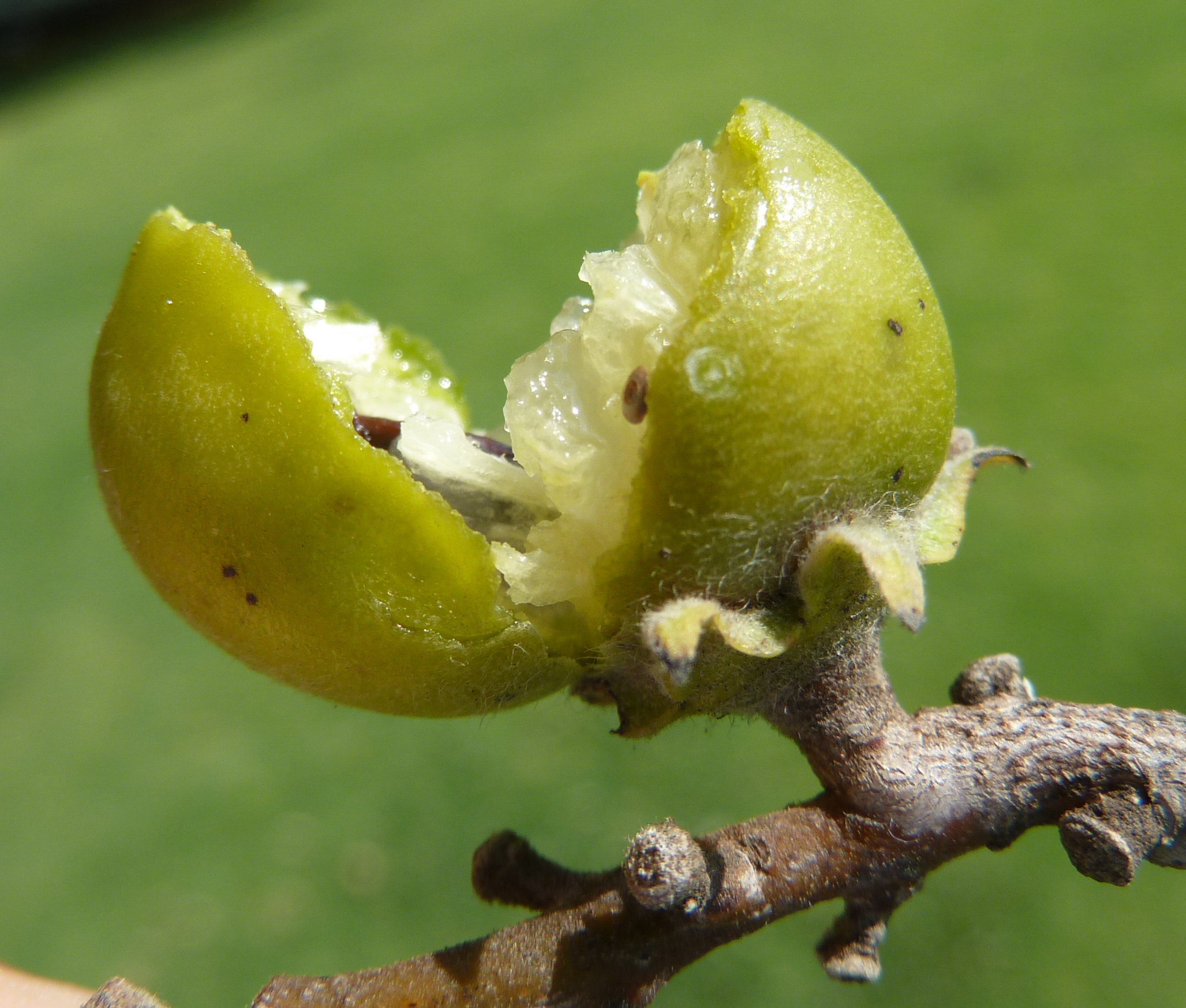
Fruit vert ouvert
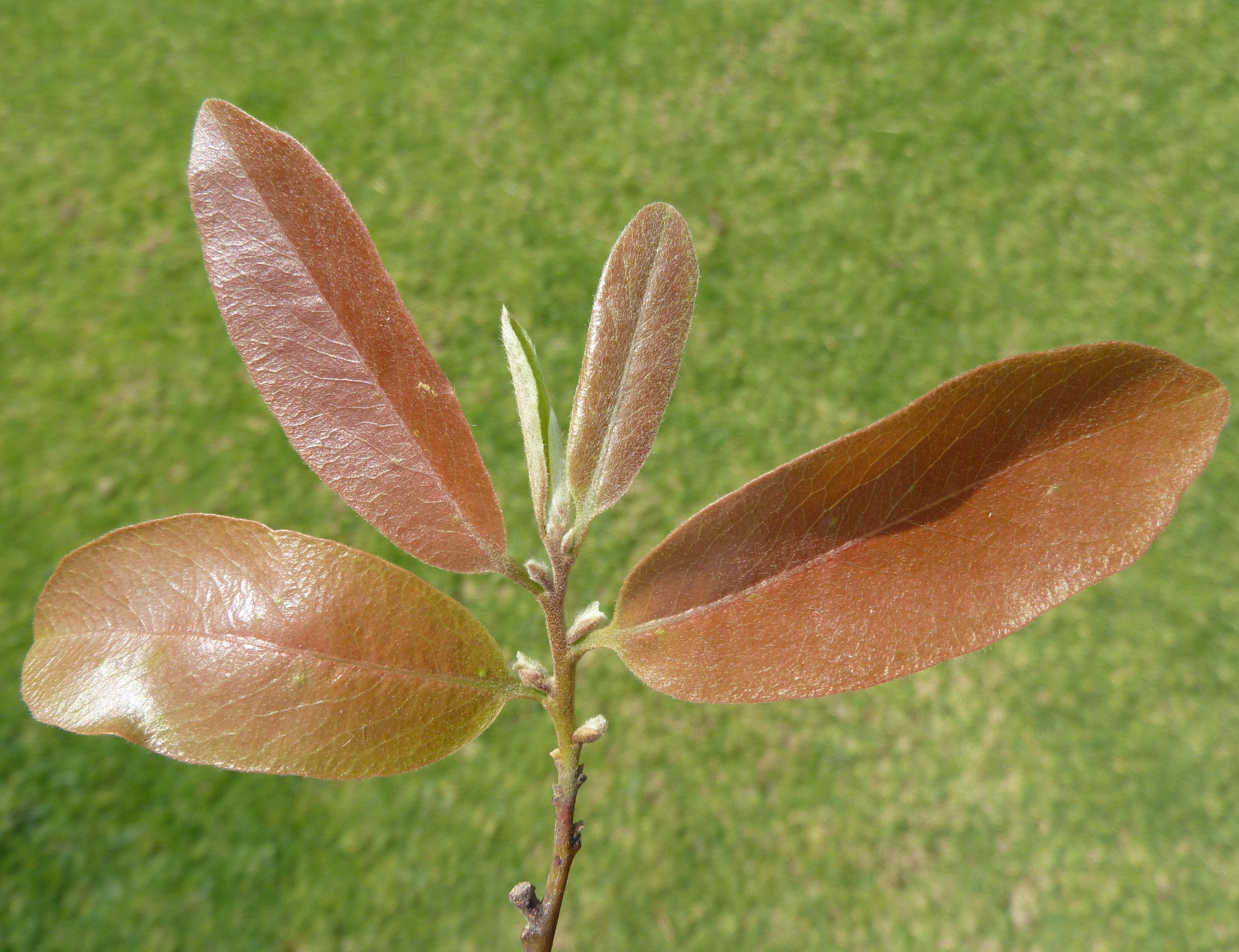
Jeune feuillage
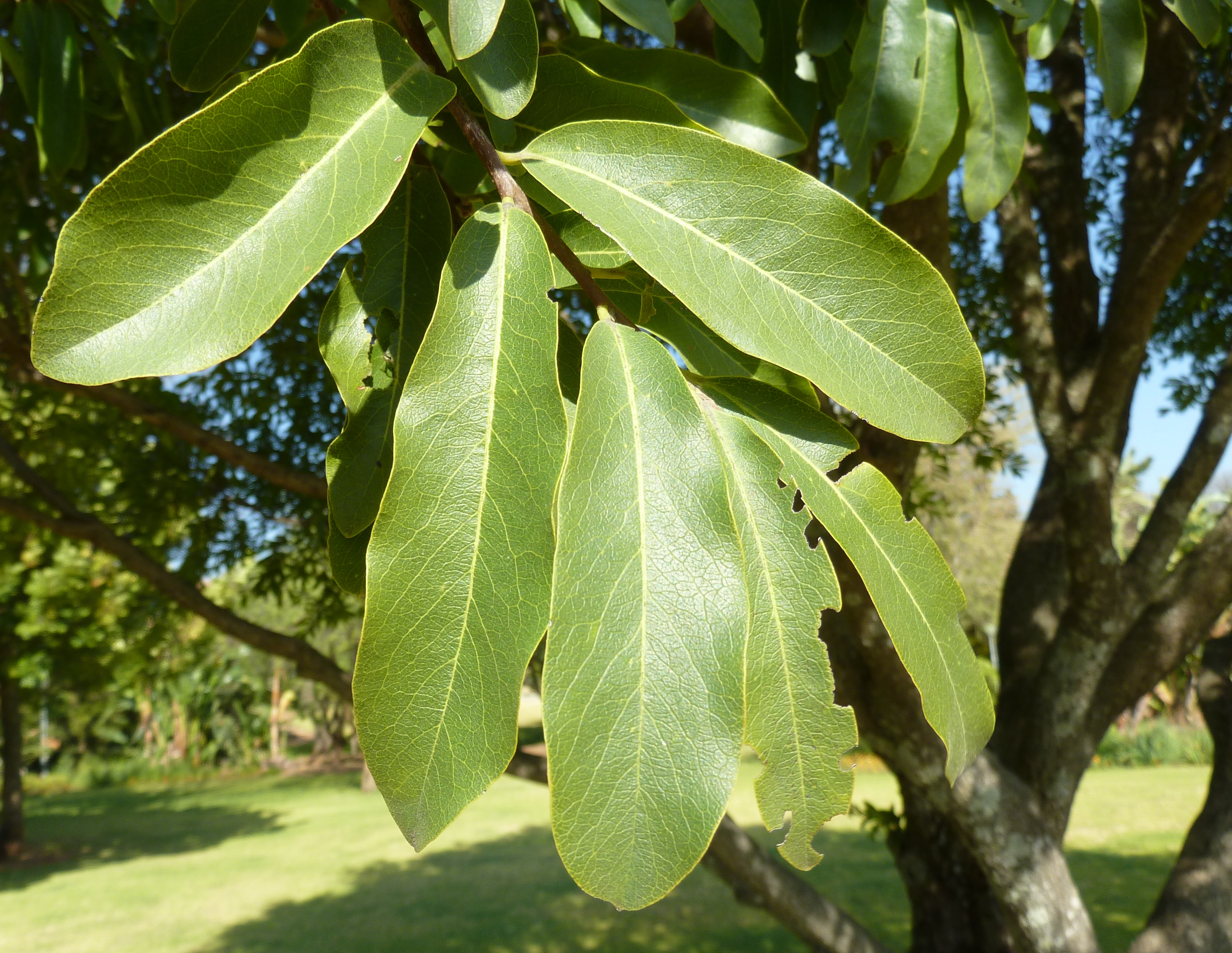
Feuillage mature